# Mikroregion Černé lesy
Sdružení obcí mikroregion Černé lesy sdružuje obce v severozápadní části okresu Třebíč.
V mikroregionu leží několik kulturních a přírodních památek a zajímavostí, např. zámek Brtnice, hrad Rokštejn a další.

## Obce sdružené v mikroregionu
- Brtnice
- Bransouze
- Číchov
- Heraltice
- Hrutov
- Hvězdoňovice
- Chlum
- Kněžice
- Kouty
- Nová Ves
- Opatov
- Pokojovice
- Přibyslavice
- Puklice
- Radonín
- Zašovice